# Lilo & Stitch 2: Stitch Has a Glitch
A história de Lilo & Stitch se passa depois de Lilo & Stitch e antes de Stitch! O Filme. O filme fala sobre a importância de manter a família e amigos sempre por perto, mesmo quando eles sejam de mundos completamente diferentes. Antes que as 625 experiências chegassem ao Havaí, Stitch vivia muito bem, ajudando Lilo a seguir os passos de sua mãe e se preparar para o grande concurso de hula que aconteceria na ilha. Tudo parecia perfeito, mas quando Stitch tem um ataque,que estraga da Lilo a chance de vencer, vira a vida de todos de cabeça pro ar. Agora, será preciso que Lilo, Nani, Jumba e toda a "ohana", ou seja, família se junte para salvar seu amiguinho.
No filme, Jumba revela que Stitch não foi criado exatamente como as outras experiências. Que ele precisa ser recarregado. Mas o Stitch não imagina isso e acha que sua programação destrutiva está se revelando novamente. Assim, num ato de salvar sua Ohana, ele parte num cruzador espacial. Ele quase morre no final, mas o amor da Lilo o salva.

## Elenco
- Dakota Fanning como Lilo Pelekai
- Tia Carrere como Nani Pelekai
- Chris Sanders como Stitch
- Kevin McDonald como agente Pleakley
- David Ogden Stiers como Dr. Jumba Jookiba
- Jason Scott Lee como David Kawena
- Jillian Henry como Elena
- Liliana Mumy como Myrtle Edmonds

## Trilha Sonora
Lilo & Stitch 2: Island Favorites é a trilha sonora para o filme de 2005,  Lilo & Stitch 2: Stitch Has a Glitch. A canção "He Mele No Lilo" havia sido incluído no primeiro filme, Lilo & Stitch. Foi lançado pela Walt Disney Records em 30 de agosto de 2005.

### Desempenho
| Paradas Musicais(2005)       | Melhor posição |
| ---------------------------- | -------------- |
| US Billboard Top Soundtracks | 9              |
| US Billboard Kid Albums      | 8              |